# Verkehrsspiegel
Verkehrsspiegel sind ortsfest installierte Konvexspiegel und gehören zur Straßenausstattung. Sie kommen überwiegend im Bereich von unübersichtlichen Knotenpunkten, Kurven oder Grundstücksausfahrten zur Anwendung und sollen dort die Sichtverhältnisse verbessern. Ob Verkehrsspiegel tatsächlich einen Beitrag zur Verkehrssicherheit leisten, ist aufgrund verschiedener Nachteile in der Fachwelt umstritten.

## Funktionsweise
Das Erscheinungsbild von Verkehrsspiegeln ist nicht einheitlich festgelegt. In der Regel bestehen Verkehrsspiegel aus einer konvex gewölbten Spiegelfläche, die auf einer rechteckigen oder runden Trägerplatte angebracht ist. Aus Sicherheitsgründen wird hierfür meist kein Spiegelglas, sondern eine Spiegelfolie verwendet. Am Rand besitzen viele Spiegel zur besseren Erkennbarkeit eine auffällige Kennzeichnung (meist rot-weiß oder schwarz-weiß). Das Beschlagen und Vereisen von Verkehrsspiegeln kann durch bestimmte Vorkehrungen vermindert oder sogar ganz verhindert werden. So bieten die Hersteller zum Beispiel Spiegel an, die eine speziell beschichtete Spiegelfläche, eine Wärmedämmung mit Frostschutzmittel oder eine elektrische Heizung aufweisen.
Der Spiegel wird so aufgestellt und ausgerichtet, dass der Sichtstrahl des (wartepflichtigen) Verkehrsteilnehmers direkt in den schlecht einsehbaren Straßenraum geleitet wird. Auf diese Weise kann er andere Verkehrsteilnehmer frühzeitiger wahrnehmen ohne selbst in den Bereich einfahren zu müssen.

## Kritik

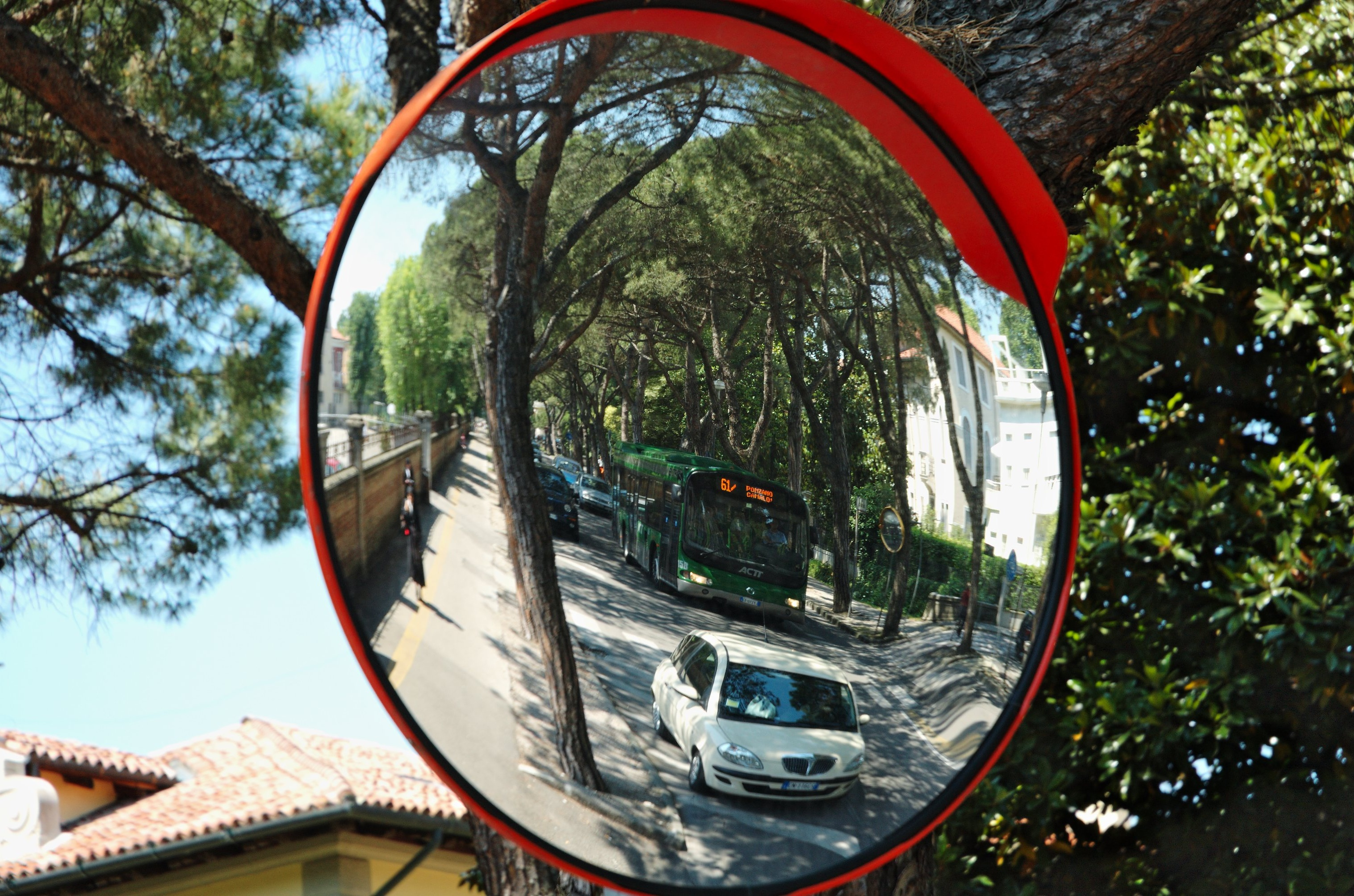
Verzerrtes und verkleinertes Spiegelbild im Bereich einer Grundstücksausfahrt

Die Praxis hat gezeigt, dass bei der Verwendung von Verkehrsspiegeln verschiedene Nachteile auftreten. In der Fachwelt ist die Wirksamkeit von Verkehrsspiegeln daher umstritten. Seitens der Kritiker wird unter anderem angeführt, dass Verkehrsspiegel dem Verkehrsteilnehmer eine Sicherheit nur vortäuschen würden, obwohl diese tatsächlich nicht bestehe. Bei vielen Straßenbaulastträgern haben diese Nachteile dazu geführt, dass Verkehrsspiegel entweder nur noch in Einzelfällen oder gar nicht mehr genehmigt werden. Folgende Nachteile sind bekannt:
- Anfälligkeit für Verschmutzung durch Umwelteinflüsse (wie etwa Schmutz oder Wasser bzw. Eis) oder Vandalismus (beispielsweise durch Aufkleber oder Graffiti)
- Verzerrtes und verkleinertes Spiegelbild (Gefahr von Falschinterpretation der Verkehrssituation)
- Unwirksamkeit durch unbeabsichtigtes oder vorsätzliches Verdrehen
- Blendgefahr durch Scheinwerfer oder Sonneneinstrahlung
- Entstehung von toten Winkeln im Spiegelbild (Radfahrer und Fußgänger können übersehen werden)

## Beschlagsfreie und vereisungsfreie Verkehrsspiegel

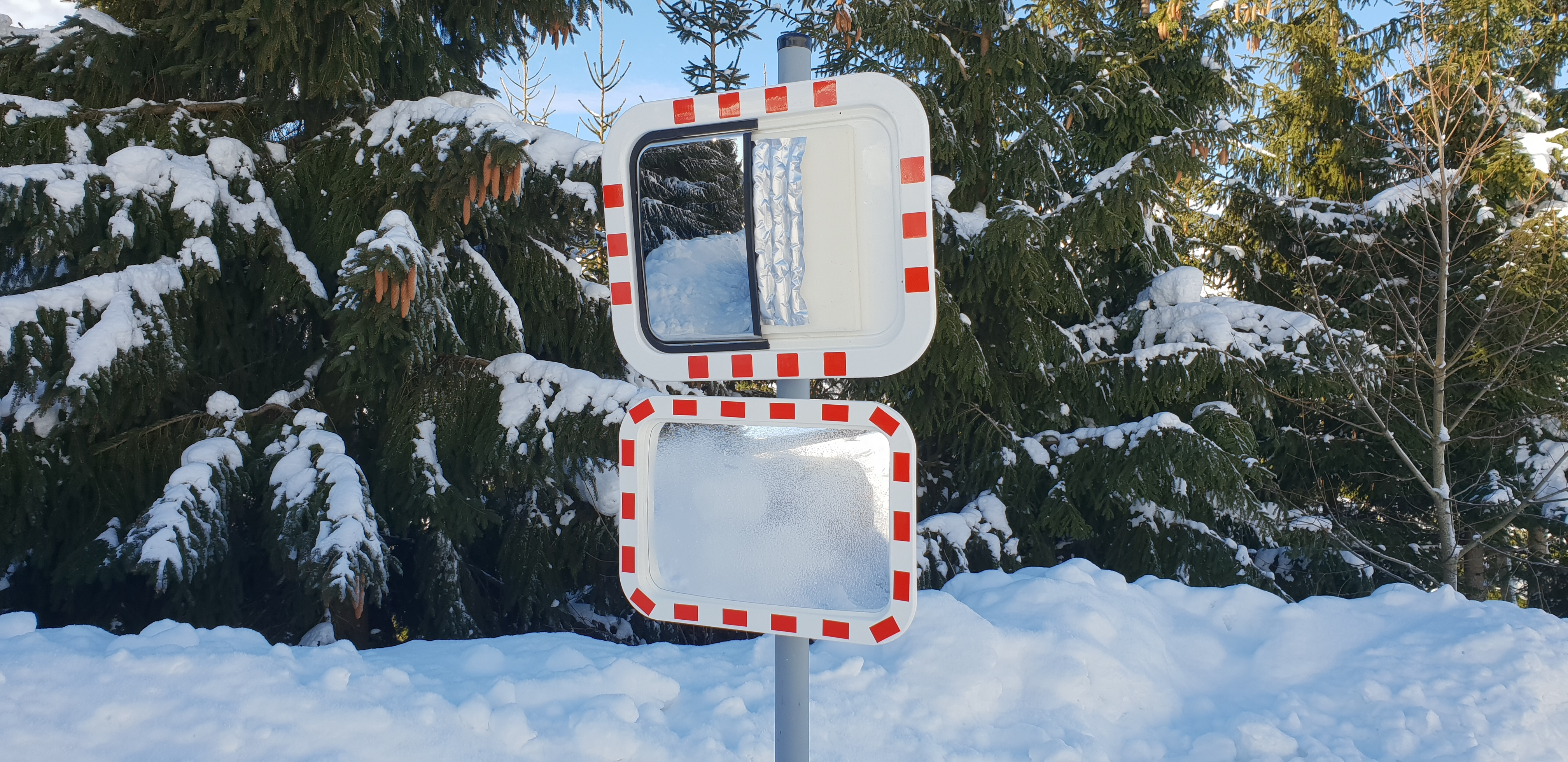
Schnittmuster sowie Vergleich eines beschlagenen Spiegels.

Während der kalten Jahreszeit tendieren herkömmliche Verkehrsspiegel dazu, zu beschlagen oder gar zu vereisen. Beheizte Spiegel verschaffen dagegen nur selten Abhilfe, weil an entlegenen Orten oft kein Stromanschluss zur Verfügung steht und nur mit großem Aufwand zu installieren wäre. Aus diesem Grund wurde ein Beschlags- und Vereisungsschutz entwickelt, der ohne Stromanschluss funktioniert. Durch eingelagerte Hohlräume, Schaumstoffe und Gel-Kissen zwischen Spiegelfläche und Rückwand wird die Gehäusetemperatur so kontrolliert, dass Beschlags- oder Eisansatz verhindert wird, selbst bei Temperaturen von unter −20 °C.

## Rechtliche Regelungen in D-A-CH
Weder in der deutschen Straßenverkehrsordnung noch in der Schweizer Verkehrsregelnverordnung werden Verkehrsspiegel als Verkehrszeichen oder Verkehrseinrichtung aufgeführt. Lediglich in Österreich zählen Verkehrsspiegel gemäß § 31 der Straßenverkehrsordnung 1960 zu den Einrichtungen zur Regelung und Sicherung des Verkehrs.
Die Aufstellung eines Verkehrsspiegels auf öffentlichem Verkehrsgrund muss beim Straßenbaulastträger beantragt werden, die Kosten für Anschaffung und Unterhalt sind vom Antragsteller zu tragen. Aus Sicht des Straßenverkehrsrechts handelt es sich beim Verkehrsspiegel lediglich um ein Hilfsmittel, die grundsätzliche Sorgfaltspflicht (beispielsweise nach § 10 beim Ausfahren aus einem Grundstück) gilt weiterhin. Im Zweifelsfall muss sich der wartepflichtige Verkehrsteilnehmer vorsichtig in den Bereich hineintasten oder sich einweisen lassen.

„Ein Verkehrsspiegel ist kein Verkehrszeichen. Er soll dem Wartepflichtigen das Hineintasten in eine Kreuzung oder einen Einmündungsbereich erleichtern, befreit ihn jedoch nicht davon, sich unmittelbar vor der Einfahrt in die Vorfahrtsstraße über die Verkehrslage zu orientieren.“

„Maßnahmen gegen Beschlagen oder Vereisung der Spiegel sind nicht vorgeschrieben.“

## Trixi-Spiegel

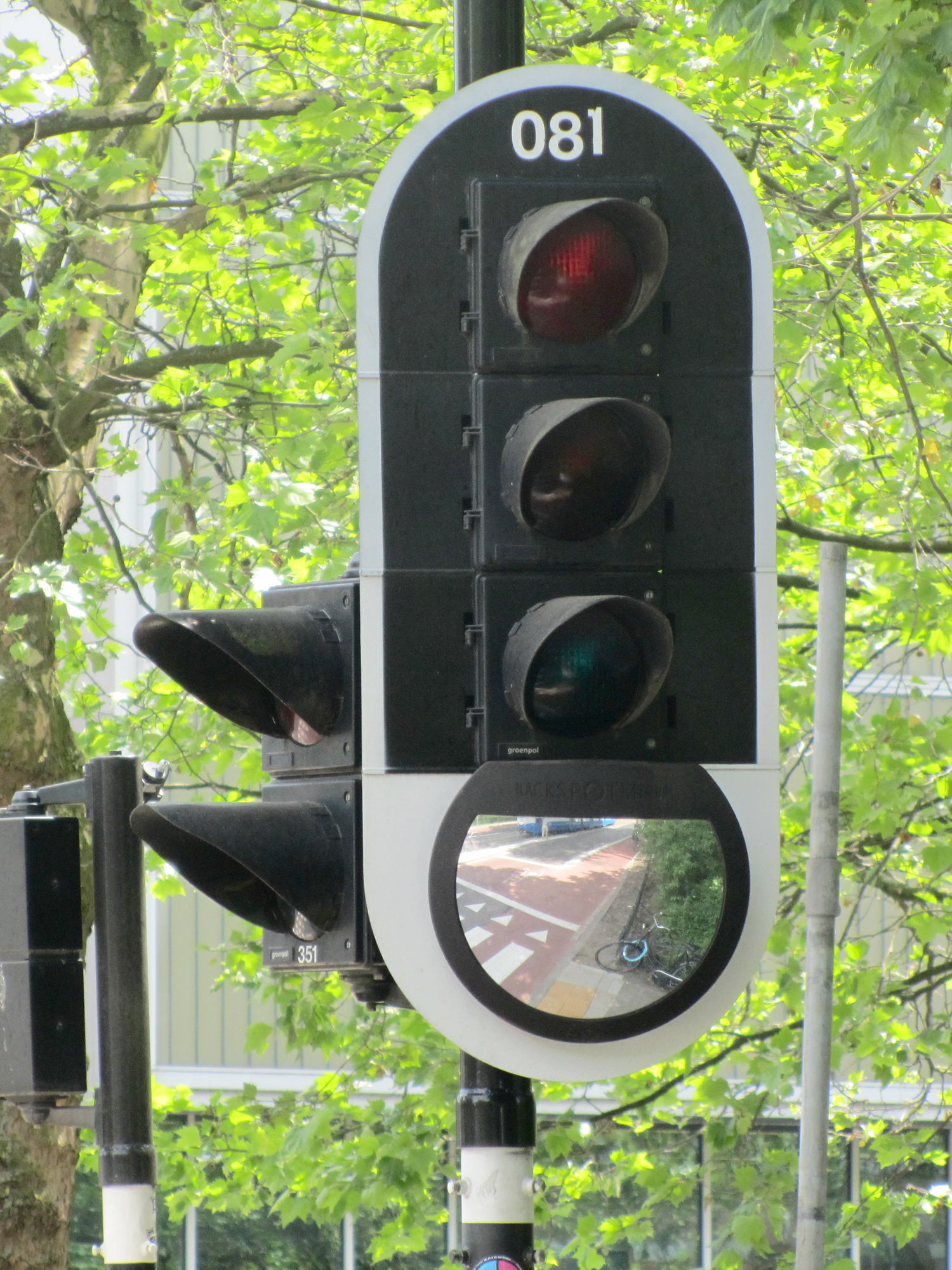
Spiegel an einer Ampelanlage in Amsterdam

Eine Sonderform des Verkehrsspiegels stellt der so genannte Trixi-Spiegel dar. Benannt ist der Spiegel nach der Tochter von Erfinder Ulrich Willburger. Dieser entwickelte diesen speziellen Spiegel, nachdem seine Tochter Beatrix im Jahre 1994 bei einem Abbiege-Unfall von einem Lkw erfasst und schwer verletzt wurde.
Bei dem Trixi-Spiegel handelt es sich um einen kleinen Konvexspiegel, der unmittelbar am Signalgeber einer Ampelanlage angebracht ist. Er dient dazu, den toten Winkel beim Abbiegen von großen Fahrzeugen möglichst zu reduzieren und damit die Sicht auf Fußgänger und Radfahrer zu verbessern. Städte, die die Spiegel im Rahmen eines Pilotprojektes an unfallträchtigen Knotenpunkten montiert hatten, berichteten von einem Rückgang der Unfallzahlen. Freiburg im Breisgau war 2007 die erste deutsche Stadt, die Trixi-Spiegel flächendeckend installiert hat. Dann folgten andere Kommunen, zuletzt München, wo 2021 1000 Spiegel hängen.